# Ср (електровоз)
СС (Сурамський радянський рос. Сурамский советский)— перший електровоз постійного струму, побудований в СРСР.

## Історія

### Іноземні зразки

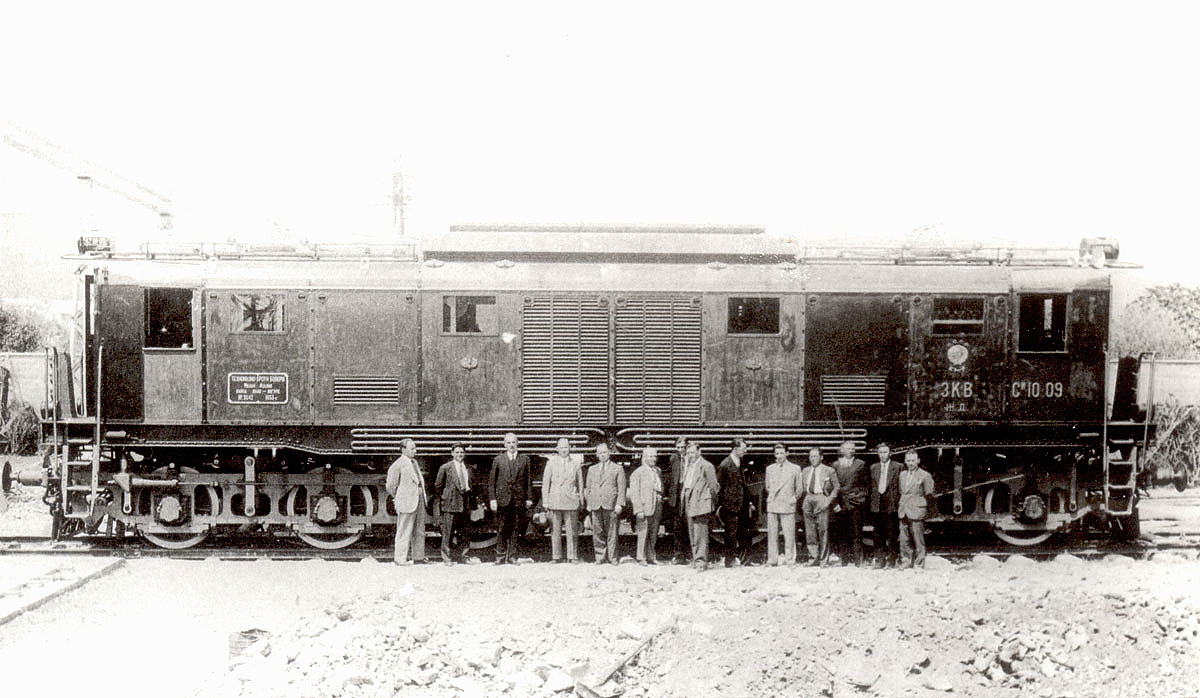
Електровоз С^{І}

Першу партію електровозів для Сурамської перевальної ділянки було вирішено закупити за кордоном. Надалі ж планувалося освоїти їх виробництво в Радянському Союзі, використовуючи досвід зарубіжних фірм.
НКШС звернувся до низки зарубіжних компаній з метою розміщення замовлення на поставку локомотивів для Сурамського перевалу. Були отримані пропозиції від таких відомих фірм, як німецькі AEG і Сіменс-Шукерт, американські GE (General Electric) і Вестінгауз, італійська Техномазіо Броун Бовері, англійська Метрополітен Віккерс. За результатами вивчення наданих матеріалів було вирішено зупинитися на пропозиціях фірм GE і Техномазіо Броун Бовері. Обидві фірми вже мали досвід виробництва електровозів схожого типу — GE будувала електровози постійного струму напругою 3000 В для гірських доріг Бразилії, італійська ж фірма поставляла електровози для державних залізниць Італії, які використовували ту ж систему струму.
З фірмою GE уклали договір на поставку восьми електровозів, а також надання комплекту робочих креслень та іншої документації, необхідної для організації виробництва подібних електровозів в СРСР. 6 електровозів планувалося укомплектувати двигунами виробництва Московського машинобудівного заводу «Динамо».
Італійській фірмі замовили сім електровозів.

### Сурамський Радянський
В 1929 році на заводах «Динамо» і Коломенському машинобудівному почалися роботи з підготовки виробництва відповідного електричного обладнання та механічної частини електровозів відповідно до документації на серію С, що надійшла від фірми GE. До 1 травня 1932 року завод «Динамо» випустив перші два тягові електродвигуни ДПЕ-340 (електровозні двигуни постійного струму потужністю годинного режиму 340 кВт заводу «Динамо»). У червні того ж року був випущений і перший комплект електровозної апаратури. А в серпні з Коломенського заводу надійшла механічна частина електровоза Сурамську типу.
У листопаді 1932 року електровоз Ср11-01 був відправлений для обкатки на електрифіковану ділянку Північних залізниць, а потім надійшов на Сурамський перевал Закавказької залізниці.
В 1933 році заводи виготовили ще 17 електровозів серії Ср, або, як їх тоді називали, СС11. В 1934 році були виготовлені останні 3 електровози даної серії. Надалі почався випуск електровозів ВЛ19.
Електровози № 01-03 надійшли в депо Хашурі Закавказької залізниці, а № 04-21 — в депо Чусовська Пермської залізниці для обслуговування гірської ділянки Чусовська — Кізел . В 1933–1934 рр. Сурамську перевальну ділянку повністю перевели на електричну тягу.
З 1952 всі електровози Сурамську типу проходили модернізацію в умовах ремонтного заводу, де їм замінювали ТЕД на потужніші ДПЕ-400 і приводили електричні схеми у відповідність з радянськими електровозами типу ВЛ. Після модернізації їм присвоювалась буква «М».
Електровози серій С і СМ виключили з парку в 1973 році, серії СРМ — в 1968–1974 роках, серії СІ — в 1960–1965 роках і серії СІМ — в 1967 і 1979 рр.